# Napau Crater Trail
Le Napau Crater Trail est un sentier de randonnée des États-Unis situé à Hawaï, sur les flancs du Kīlauea, dans le district de Puna du comté d'Hawaï. Il débute à la Chain of Craters Road et longe, traverse ou gravit de nombreux cratères et cônes comme le ʻĀloʻi, le Puʻu Huluhulu, le Mauna Ulu, le ʻAlae, le Makaopuhi et enfin le Nāpau. Au-delà, le sentier est fermé en raison des risques volcaniques que fait courir aux randonneurs le Puʻu ʻŌʻō en éruption depuis 1983. Les deux premiers kilomètres du sentier permettent, via des bornes numérotées se référant à un guide fourni par les services du parc national des volcans d'Hawaï, d'observer les conséquences de l'éruption du Mauna Ulu entre 1969 et 1974.

## Géographie

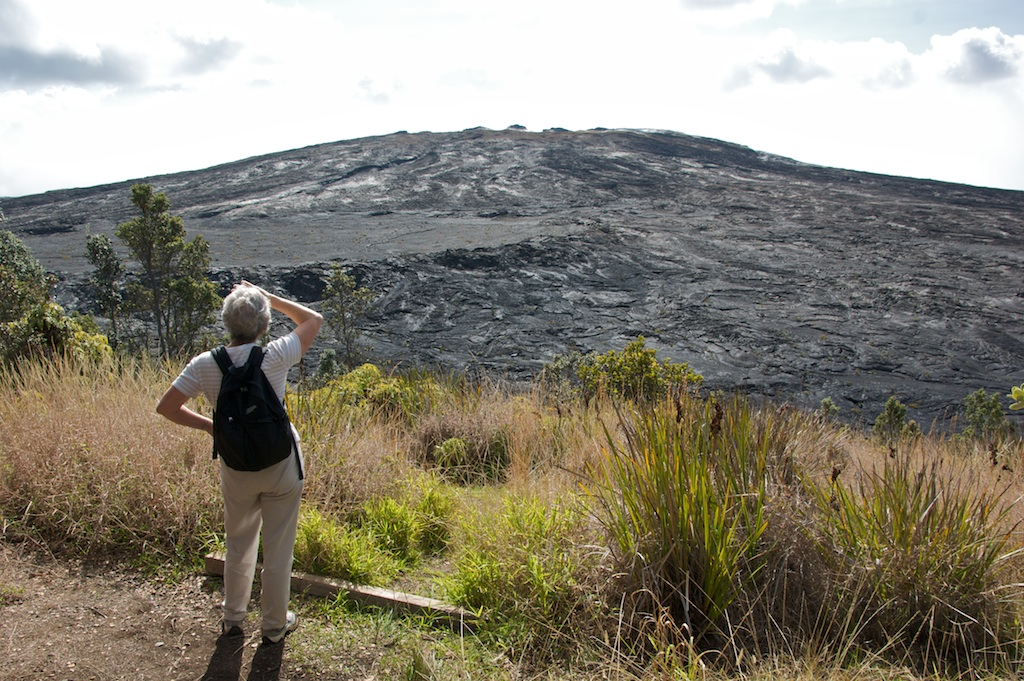
Vue du Mauna Ulu depuis le Napau Crater Trail au sommet du Puʻu Huluhulu.

D'une longueur d'environ 20,1 kilomètres pour un dénivelé d'environ 372 mètres, le sentier est réputé plutôt difficile. Il démarre de la Chain of Craters Road juste après le Pauahi et se dirige vers l'est. Il passe alors entre le Puʻu Huluhulu et le Mauna Ulu puis longe le Makaopuhi sur son rebord sud. Là, au bout de huit kilomètres, se trouve la jonction avec le Nāulu Trail et le Kalapana Trail qui partent vers le sud. Le sentier continue sur 3,2 kilomètres et atteint le Nāpau sur son rebord occidental. La randonnée peut se poursuivre en traversant le cratère et en atteignant les abords du Puʻu ʻŌʻō au bout de 3,7 kilomètres.
Entre le parking et le sommet du Puʻu Huluhulu, le sentier est jalonné de bornes numérotées qui, associées au guide fourni par les services du parc, donnent des informations de découverte et de compréhension des formations naturelles géologiques et végétales rencontrées tout le long de la randonnée. Il se termine au sommet du Puʻu Huluhulu qui offre un point de vue sur le Mauna Ulu. Ce premier tronçon du sentier mesure deux kilomètres de longueur et il faut deux à trois heures pour le parcourir. Malgré l'ascension des 400 mètres de flancs escarpés du Puʻu Huluhulu qui porte le dénivelé total à 64 mètres, le parcours est jugé facile par les services du parc national des volcans d'Hawaï. Au-delà du Puʻu Huluhulu, un permis à retirer au centre des visiteurs du parc est nécessaire pour continuer sur le sentier.

## Histoire
Avant l'éruption du Mauna Ulu de 1969 à 1974, le tracé de la Chain of Craters Road passait plus au nord que la route actuelle et longeait les rebords sud des cratères Hiʻiaka, Pauahi, ʻĀloʻi, ʻAlae et le rebord occidental du Makaopuhi. De là débutait le Napau Crater Trail qui se dirigeait vers l'est en longeant le rebord sud du cratère. Juste à l'est du ʻĀloʻi et débutant lui aussi de la Chain of Craters Road, un petit sentier partait en direction du nord et gravissait le cône du Puʻu Huluhulu. La route et ces sentiers progressaient dans une forêt dominée par Metrosideros polymorpha (localement ʻōhiʻa).
Au cours de l'éruption du Mauna Ulu de 1969 à 1974, la lave recouvre une bonne partie de ce secteur dont une dizaine de kilomètres de la Chain of Craters Road, le tout début du Napau Crater Trail ainsi que la majorité du sentier du Puʻu Huluhulu dont il ne reste que la section le gravissant. Une fois l'éruption terminée, la Chain of Craters Road est reconstruite suivant un tracé plus méridional, bifurquant vers le sud juste après le Pauahi. Le Napau Crater Trail est alors rallongé vers l'ouest pour rejoindre la route dont une petite partie de l'ancien tracé, désormais en cul-de-sac, est réutilisé comme parking. Ce nouveau tronçon du sentier passe au nord de l'ancien cratère ʻĀloʻi, au pied du Puʻu Huluhulu en se connectant au sentier permettant de gagner le sommet, contourne le Mauna Ulu par le nord, traverse le ʻAlae et rejoint le sentier originel sur le rebord sud du Makaopuhi.